# Parafia Podwyższenia Krzyża Świętego w Falejówce
Parafia Podwyższenia Krzyża Świętego w Falejówce − parafia rzymskokatolicka znajdująca się w archidiecezji przemyskiej, w dekanacie Grabownica. 

## Historia
W latach 1908–1914 zbudowano fundamenty i część murów obecnego kościoła w stylu neogotyckim, według projektu arch. Wilhelma Szomka. 30 maja 1913 roku ks. dziekan Roman Olkiszewski dokonał wmurowania kamienia węgielnego. Po II wojnie światowej kontynuowano dalszą budowę kościoła. 
22 maja 1927 roku bp Anatol Nowak dokonał konsekracji kościoła
W 1927 roku dekretem bpa Anatola Nowaka została erygowana parafia, z wydzielonego terytorium parafii Dydnia.
Do 1982 roku parafia należała do dekanatu jaćmierskiego. Następnie parafia zaczęła należeć do dekanatu Grabownica.
23 października 2003 roku odbyła się peregrynacja kopii obrazu Matki Bożej Częstochowskiej. Mszę przy obrazie koncelebrował abp przemyski Józef Michalik.
17 listopada 2024 r., obraz Najświętszego Serca Pana Jezusa nawiedził wspólnotę parafialną. Mszy Świętej na rozpoczęcie peregrynacji przewodniczył bp Stanisław Jamrozek.
Na terenie parafii jest 905 wiernych (w tym: Falejówka – 610, Raczkowa – 295)
Proboszczowie parafii:
ks. Franciszek Witeszczak.
1927–1930. ks. Bronisław Stankiewicz.
1930–1938. ks. Władysław Gwoździcki.
1938–1943. ks. Jan Matyja.
 ? –1950. ks. Tadeusz Curzytek.
1950–1961. ks. Tadeusz Cyran (administrator)
1961–1984. ks. Eugeniusz Raczkowski.
1984–1991. ks. Marian Bawłowicz.
1991. ks. Jan Klich.
1991– nadal ks. Józef Joniec.